# Tomo Šokota
Tomislav "Tomo" Šokota (Zagreb, 8. travnja 1977.) bivši je hrvatski nogometaš. Igrao je na poziciji napadača.

## Klupska karijera
Tomo Šokota profesionalnu nogometnu karijeru počeo je u zagrebačkom Dinamu gdje je nastupao od 1997. do 2001. godine. U sezonama 1999./00. i 2000./01. bio je najbolji strijelac Prve hrvatske nogometne lige.  
Od 2001. do 2005. godine nastupao je za Benficu gdje je u 60 nastupa postigao 21 pogodak. Godine 2005. prešao je u redove rivala Porta gdje se nije naigrao zbog čestih ozljeda. Nakon Porta 2007. godine vraća se u Dinamo a 2009. odlazi u belgijski Lokeren gdje ostaje jednu sezonu. Godine 2010. potpisuje za ljubljansku Olimpiju. U svom prvom nastupu za novi klub postiže zgoditak, 14. rujna 2010. godine u osmini finala slovenskog kupa Hervis, protiv Celja. Karijeru je završio 2011. godine u Olimpiji.

## Reprezentativna karijera
Šokota je bio povremeni hrvatski reprezentativac nastupivši ukupno osam puta od 2003. godine i postigavši dva zgoditka u prijateljskim susretima. Prvi protiv Turske u Zagrebu 31. ožujka 2004. a drugi protiv Danske u Kopenhagenu 5. lipnja 2004. godine.

## Futsal karijera
Nakon završetka profesionalne nogometne karijere, Šokota je od sezone 2014./2015. počeo nastupati za amaterski hrvatski futsal klub MNK Futsal Dinamo. Trenutno je drugi strijelac kluba. S "malim" Dinamom, Šokota je osvojio malonogometni Kup regije Sjever.

## Vanjske poveznice
- Tomislav Šokota na soccerway.com